# Чернівецький національний університет імені Юрія Федьковича
Чернівецький Національний університет імені Юрія Федьковича — державний вищий заклад освіти IV рівня акредитації у місті Чернівці.

## Історія
«Франціско-Йозефіна» (нім. Franz-Josephs-Universität) була заснована 4 жовтня 1875 року указом цісаря Франца Йозефа I на основі теологічного інституту, що існував з 1827 року з німецькою викладовою мовою і з окремими кафедрами української та румунської мов і літератур.
Мав такі назви: імені Франца Йозефа (Чернівецький університет імені Франца Йозефа) у 1875—1918 pp., Universitatea Regele Carol I din Cernăuţi (1919—1940) і Чернівецький державний університет (після 1940 року).
1989 року Чернівецькому університетові присвоєно ім'я Юрія Федьковича.

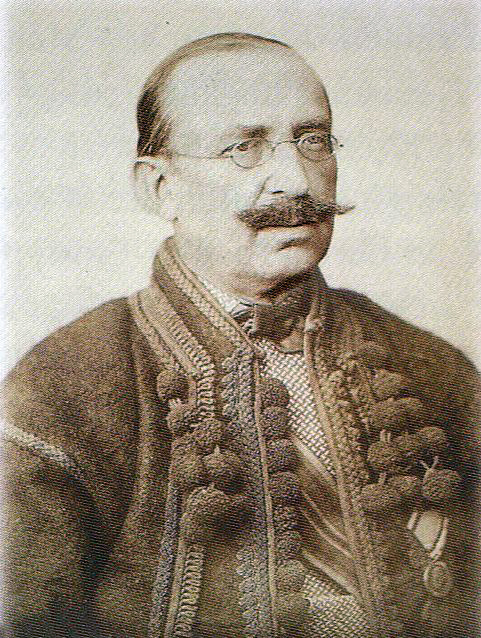
Осип-Юрій Федькович

11 вересня 2000 року Указом Президента України Чернівецькому державному університету імені Юрія Федьковича надано статус національного.
Першим ректором став відомий учений і громадський діяч Костянтин Томащук. Тут викладали і вели дослідницьку роботу вчені європейського та світового рівня: економіст Йозеф Шумпетер, філософ Ґеорґ Еліс Мюллер, юрист Ганс Ґросс, історик Раймунд Фрідріх Кайндль, славіст Омелян Калужняцький, україніст Степан Смаль-Стоцький, композитор і письменник Сидір Воробкевич та інші[джерело?].
За австрійської влади університет мав три факультети: православної теології, правничий і філософський. На філософському факультеті кафедрою української мови завідували: Климентій Ганкевич (1875—1876), І. Онишкевич (1876—1882), С. Смаль-Стоцький (1885—1918), слов'янських мов О. Калужняцький (1875—1898) і Євген Козак (1899—1919); кафедру практичного богословія очолював Д. Єремійчук (1899—1919).
У цей час в Чернівецькому університеті навчалися, крім буковинців, також багато галичан, зокрема: І. Франко, Лесь Мартович, Д.  Лукіянович; габілітувалися В. Милькович з історії Східної Європи (згодом професор ЧУ, 1895—1919), О. Колесса з української мови.
Серед ректорів університету були українці: К. Томащук (1875—1876), О. Калужняцький (1889—1890) і Є. Козак (1907—1908).
1875 року на загальне число 208 студентів українців було 41, у 1914 на 1 198 — 303 (приблизно стільки ж румунів, найбільше було євреїв і німців).
Під час Першої світової війни діяльність університету була порушена. Постало питання про його перенесення у глиб Австрії.
Після розпаду Австро-Угорської імперії 1918 року і приєднання Буковини до Румунського королівства університет до 1940 р. вважали румунським вищим навчальним закладом. У 1918—1940 pp. університет було румунізовано, скасовано українські кафедри, а українських професорів звільнено. Філософський факультет поділили на два: філософсько-літературний і природознавчий. Довголітнім ректором університету за румунського часу був І. Ністор. На природознавчому факультеті довгі роки працювали відомі вчені Костянтин Гормузакі та Карл Пенеке.
1920 року на 1 671 студентів було 239 українців, у 1933 на З 247 студентів було 2117 румунів, 679 євреїв, 199 німців, 155 українців, 57 поляків, 40 інших.
1940 року після приєднання Буковини до УРСР, університет реорганізовано у державний вищий навчальний заклад з українською мовою навчання та поділено на сім факультетів, а з 1955 на одинадцять: історичний, філософський, іноземних мов, географічний, біологічний, хімічний, фізико-математичний, економічний, технічний і заочний, була 51 кафедра. Теологічний факультет було ліквідовано. Запроваджене заочне, вечірнє навчання та аспірантуру.
У 1976—1977 pp. було близько 10 000 студентів (у тому числі 38 % заочників) та близько 500 викладачів, у тому числі 26 професорів і докторів наук, близько 290 доцентів і кандидатів наук.

## Університет сьогодні
При університеті є ряд дослідних установ: ботанічний сад (заснований 1877 р.), біологічна дослідна база (в Жучці), лабораторії фізики напівпровідників і термодинаміки, експериментальний рибозавод, сейсмічна і метеорологічна станції, чотири музеї (історико-архітектурний музейний комплекс, історії університету, природничий, етнографії та стародавньої історії).

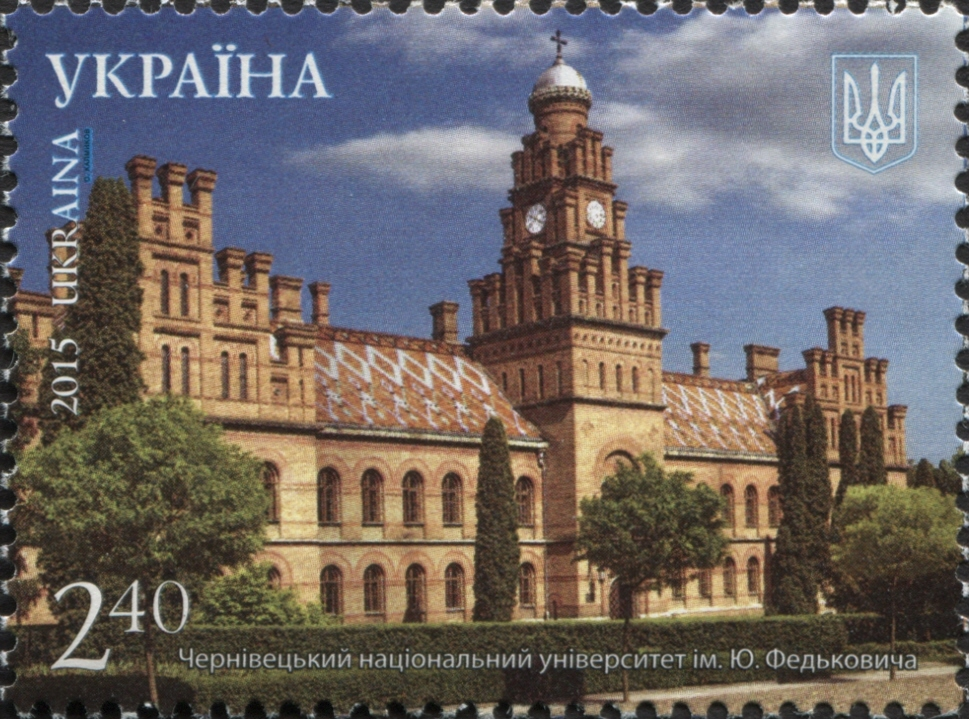
«Чернівецький національний університет імені Юрія Федьковича», поштова марка України (2015)

Чернівецький національний університет видає «Наукові записки» (у 1945—1967 з'явилося 58 тт.), монографії (84), підручники (65).
29 червня 2011 р. 35-та сесія комітету Світової спадщини ЮНЕСКО ухвалила рішення про включення до списку Світової культурної спадщини центрального корпусу університету — колишньої резиденції митрополитів Буковини і Далмації.
У 2016 році згідно з рішенням Кабінету міністрів України до Чернівецького національного університету імені Юрія Федьковича приєднано Буковинський державний фінансово-економічний університет. Студенти та викладачі БДФЕУ протестували проти такого рішення, а ректор Володимир Прядко назвав процес «рейдерським захопленням». Приєднання відбулося після значного погіршення якості викладання і знань в БДФЕУ — в 2015 році у рейтингу ВНЗ «Топ-200 Україна» Буковинський державний фінансово-економічний університет посів 188 місце, в той час як Чернівецький національний університет — 24-те.
У 2016 році Українсько-скандинавський центр спільно з ЧНУ провів першу україно-норвезьку літню школу.
З вересня 2018 року в Чернівецькому національному університеті імені Юрія Федьковича відбувся EUROSCI онлайн-курс з питань євроінтеграції — модуль імені Жана Моне «Стратегічні комунікації»
Ректором університету з липня 2024 року є доктор економічних наук Руслан Романович Білоскурський.

## Наукова бібліотека
Наукова бібліотека університету має шість відділів: комплектування та наукової обробки документів, зберігання фондів, абонементів, рідкісних книг та рукописів, інформаційно-бібліографічної та науково-методичної роботи, інформаційних технологій та комп'ютерного забезпечення.
З 2003 р. структурним підрозділом книгозбірні стала «Австрійська бібліотека» Центру буковинознавства при університеті. Абонементів — 5, читальних залів — 5 (500 місць).
Книгозбірня була заснована в 1852 році як Крайова бібліотека, перша публічна бібліотека на Буковині, від 1875 р. (року заснування Чернівецького університету) — університетська бібліотека. Загальний фонд бібліотеки (на 01.01.2024) нараховує більше 2,6 млн примірників. Серед них: 1,228 тис. примірників наукової літератури, 172 тис. підручників та навчальних посібників, 644 тис. примірників журналів, 96 тис. примірників художньої літератури. Фонд зарубіжних видань налічує 396 тис. творів німецькою, румунською, англійською, латинською, польською, старогрецькою, французькою, гебрайською їдиш та іншими мовами. У фонді рідкісних книг та рукописів зберігається більше 71 тис. прим.: інкунабули, палеотипи, вітчизняні та іноземні стародруки, особисті архіви В. Сімовича — професора Львівського університету, Є. Козака — професора Чернівецького університету, К. Райфенкугеля — директора бібліотеки Чернівецького університету, колекції Томащука — першого ректора Чернівецького університету, І. Карбулицького, І. Співака та ін. Найцінніша книга датується ХІІІ ст. Вона написана на пергаменті латинською мовою. У цьому фонді зберігаються також книги Марії-Луїзи, дружини Наполеона I, цісаря Франца Йосифа I, професорів університету С. Смаль-Стоцького, Іона Сбієри та ін. У читальному залі наукової літератури відділу обслуговування розміщена приватна бібліотека А. Жуковського — українського історика, громадського і політичного діяча, дійсного члена Наукового товариства імені Шевченка, провідного україніста у Франції.
Розпорядженням Кабінету Міністрів України від 19 вересня 2002 року (№ 472-р) «Фонд рукописів, стародруків, рідкісних видань» та фонд «Буковинензія» наукової бібліотеки Чернівецького національного університету імені Ю. Федьковича визнано науковим об'єктом, що становить національне надбання.

## Факультети і кафедри
- Навчально-науковий інститут біології, хімії та біоресурсів
  - Кафедра біохімії та біотехнології
  - Кафедра ботаніки, лісового і садово-паркового господарства
  - Кафедра екології та біомоніторингу
  - Кафедра геоматики, землеустрою та агроменеджменту
  - Кафедра молекулярної генетики та біотехнології
  - Кафедра хімії та експертизи харчової продукції
- Навчально-науковий інститут фізико-технічних та комп'ютерних наук
  - Кафедра електроніки і енергетики
  - Кафедра кореляційної оптики
  - Кафедра оптики та видавничо-поліграфічної справи
  - Кафедра радіотехніки та інформаційної безпеки
  - Кафедра комп'ютерних наук
  - Кафедра комп'ютерних систем та мереж
  - Кафедра математичних проблем управлання і кібернетики
  - Кафедра програмного забезпечення комп'ютерних систем
  - Кафедра інформаційних технологій та комп'ютерної фізики
  - Кафедра професійної та технологічної освіти і загальної фізики
  - Кафедра термоелектрики та медичої фізики
- Факультет архітектури, будівництва та декоративно-прикладного мистецтва
  - Кафедра архітектури та збереження об'єктів Всесвітньої спадщини ЮНЕСКО
  - Кафедра будівництва
  - Кафедра декоративно-прикладного мистецтва та образотворчого мистецтва
  - Кафедра містобудування та урбаністики
- Географічний факультет 
  - Кафедра географії та менеджменту туризму
  - Кафедра географії України та регіоналістики
  - Кафедра економічної географії та екологічного менеджменту
  - Кафедра фізичної географії, геоморфології та палеографії
  - Кафедра геодезії, картографії та управління територіями
- Економічний факультет 
  - Кафедра бізнесу та управління персоналом
  - Кафедра економіко-математичного моделювання
  - Кафедра економічної теорії, менеджменту та адміністрування
  - Кафедра маркетингу, інновацій та регіонального розвитку
  - Кафедра міжнародної економіки
  - Кафедра обліку, аналізу і аудиту
  - Кафедра фінансів і кредиту
- Факультет іноземних мов 
  - Кафедра англійської мови
  - Кафедра германського, загального і порівняльного мовознавства
  - Кафедра іноземних мов для гуманітарних факультетів
  - Кафедра іноземних мов для природничих факультетів
  - Кафедра комунікативної лінгвістики та перекладу
  - Кафедра романської філології та перекладу
- Факультет історії, політології та міжнародних відносин
  - Кафедра всесвітньої історії
  - Кафедра історії України
  - Кафедра міжнародних відносин та суспільних комунікацій
  - Кафедра політології та державного управління
  - Кафедра сучасних іноземних мов та перекладу
- Факультет математики та інформатики
  - Кафедра алгебри та інформатики
  - Кафедра диференціальних рівнянь
  - Кафедра математичного аналізу
  - Кафедра математичного моделювання
  - [Кафедра прикладної математики та інформаційних технологій]

- Факультет педагогіки, психології та соціальної роботи
  - Кафедра педагогіки та соціальної роботи
  - Кафедра музики
  - Кафедра педагогіки та методики початкової освіти
  - Кафедра педагогіки та психології дошкільної та спеціальної освіти
  - Кафедра практичної психології
  - Кафедра психології
- Факультет фізичної культури та здоров'я людини
  - Кафедра військової підготовки
  - Кафедра фізичної реабілітації, ерготерапії та домедичної допомоги
  - Кафедра фізичної культури та основ здоров'я
  - Кафедра теорії та методики фізичного виховання
  - Кафедра фізичного виховання
- Філологічний факультет
  - Кафедра журналістики
  - Кафедра зарубіжної літератури та теорії літератури
  - Кафедра історії та культури української мови
  - Кафедра румунської та класичної філології
  - Кафедра сучасної української мови
  - Кафедра української літератури
  - Кафедра філософії та культурології
- Юридичний факультет
  - Кафедра публічного права
  - Кафедра кримінального права
  - Кафедра Міжнародного права та порівняльного правознавства
  - Кафедра процесуального права
  - Кафедра теорії права та прав людини
  - Кафедра приватного права
- Відокремлений структурний підрозділ «Фаховий коледж Чернівецького національного університету імені Юрія Федьковича»

## Університетський вісник

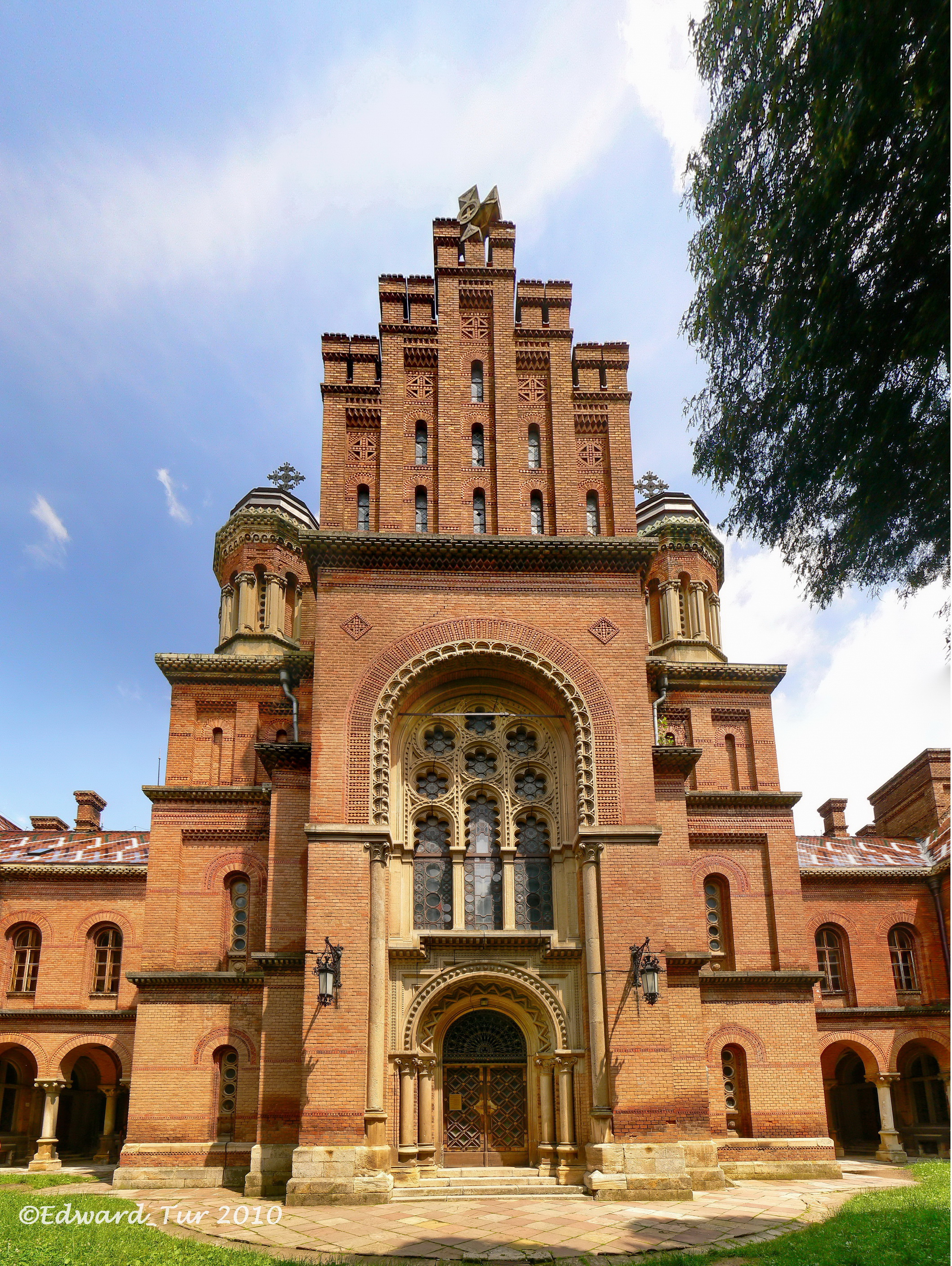
Семінарська церква

Ректоратом університету було засновано багатотиражну щотижневу газету «За сталінські кадри» (редактор П. Василиненко, наклад 400 прим.), перший номер якої вийшов 1 вересня 1947 року. У 1956 році газету було перейменовано на «Радянський студент», а з листопада 1990 р. — на «Університетський вісник».
Редакцію газети у різні часи очолювали: Д. І. Орєхов, М. Т. Шапета, П. В. Михайлина, Д. С. Григораш, М. І. Литвиненко, Л. І. Васюк, Ф. П. Погребенник, Я. І. Пащук, А. О. Фаріон, В. К. Боролюк, А. В. Тарасова, І. С. Руснак, В. С. Филипчук.

## Нагороди та репутація
Станом на квітень 2020 року Чернівецький національний університет імені Ю. Федьковича займає п'яте місце у рейтингу вищих навчальних закладів України за показниками наукометричної бази даних Scopus, яка забезпечує облік публікацій науковців, установ і статистику їх цитованості.
У 2023-му році університет посів 6-те місце за показниками наукометричної бази даних Scopus, у консолідованому рейтингу знаходиться на 6-му місці, у рейтингу найліпших класичних ЗВО України — на 4-му місці, за рейтингом Топ-200 Україна — на 10-му місці.
Університет нарощує свої позиції у списках найпродуктивніших наукових організацій світу за всесвітнім рейтингом міжнародної агенції SCImago та міжнародним рейтингом університетів Times Higher Education (входить в десятку ЗВО України, World University Rankings * — 1201—1500, Engineering — 1001+, *Physical sciences — 1001+).  *дані на 2024 рік.
Університет вчергове увійшов до рейтингів QS World University Rankings: Europe 2024 (минулорічна назва QS EECA University Rankings 2022) та посів 601+ місце серед університетів Європи, а також 103 місце серед закладів вищої освіти виключно Східної Європи; Round University Rankings і Nature Index.
На завершення 2022 року підтриманням доброї традиції став черговий престижний рейтинг з науковцями нашого університету. В одному з найпрестижніших світових рейтингів науковців, який формує група вчених-аналітиків Стенфордського університету США, наш університет представлений 5 викладачами-науковцями за весь період фахової діяльності та 4 викладачами та науковцями за 2021 рік. Цього року список у рейтингу Стенфордського університету, одного з найкращих університетів світу відповідно до QS World University Rankings, налічує майже 200 тис. науковців світу, з них 92 вчених з України та четверо з Чернівецького національного університету імені Юрія Федьковича: професори навчально-наукового інституту фізико-технічних і комп'ютерних наук — Олег Ангельський, Олександр Ушенко, Юрій Ушенко та Клавдія Зенкова.
В червні 2023 року, професорка кафедри математичного аналізу факультету математики та інформатики Чернівецького національного університету імені Юрія Федьковича Олена Карлова, в Університеті Луїджі Ванвітеллі (м. Казерта, Італія), де проходив 45-й Міжнародний симпозіум з дійсного аналізу, отримала нагороду The Andrew Bruckner Award 2023 («The Andy»).

## Ботанічний сад
Ботанічний сад Чернівецького національного університету є однією з найстаріших ботанічних установ України. Його засновано в другій половині 19 століття. Питання про створення ботанічного саду як бази для розвитку біологічних досліджень постало одразу ж після відкриття на Буковині у 1875 р. університету. В той період у садово-парковому будівництві все більшого значення набував романтичний стиль.
Честь створення проєкту Ботанічного саду було надано цісарсько-королівському ботанічному садівнику Львівського університету Карлу Бауеру. Було вирішено надати Саду ландшафтного характеру, розбити його на кілька газонних партерів, по периферії висаджувати групи трав‘янистих рослин, а в центрі групувати за родовими комплексами дерева й кущі, окремо було заплановано ділянки для багаторічних і однорічних рослин. 9 червня 1876 р проєкт Саду був поданий до розгляду. Перевірив і затвердив його голова правління цісарсько-королівського університету Франца-Йозефа в Чернівцях професор, доктор Едуард Тангль, і на засіданні Академічного сенату запропонований проєкт було розглянуто й схвалено. 13 липня 1876 р. на засіданні ради громади Чернівців під головуванням бургомістра Амброза було прийняте рішення про безкоштовне виділення університету земельної ділянки під Ботанічний сад. Закладання дендрарію під керівництвом Карла Бауера тривало ще 11 років. Деревні екзоти завозили з європейських розсадників, зокрема з Мускау, а саджанці місцевих порід були безкоштовно передані дирекцією православного релігійного фонду Буковини. Ботанічний сад цісарсько-королівського університету в м. Чернівці, впродовж 60 років був єдиним ботанічним садом на Прикарпатті і став яскравим втіленням архітектурних тенденцій того періоду.
Першим директором Ботанічного саду став професор Едуард Тангль (1877—1905), згодом він очолив Інститут ботаніки, що розташувався на території Саду. Під його керівництвом були збудовані колекційні та допоміжні оранжереї, адміністративний корпус з квартирою для інспектора Саду, лекційною залою і робочою кімнатою для проведення занять, кімнатою для помічника, будиночок для сторожа та господарські будівлі. Колекції ботанічного саду Чернівецького університету в 1914 р. нараховували 1500 видів рослин, переважна більшість яких — місцеві види.
У 1918 р. Буковина перейшла до складу боярської Румунії і Сад підпорядковується інституту ботаніки. Очолив його буковинець Михаїл Гушуляк (1887—1960). Ботанічні дослідження проводили професори інституту Ф.Прокопіян-Прокопович (стела з його іменем донині прикрашає один із затишних куточків Саду), М. Гушуляк, Р. Прокопович, інспектор Саду К. Бауер. У саду також працювали С.Сірчинський, Фр. Устіанович, П.Прескуреа, К.Кьохлер, Е.Гніда, асистентами Саду в різні роки були А. Мільдорф, М. Драчинський, з 1926 року Е. Цопа. Основна увага приділялась класифікації флори, систематиці і філогенії окремих родів.
З приєднанням Буковини до України в 1940 р. Сад переходить у розпорядження Чернівецького державного університету. Основним напрямком його діяльності стає інтродукція і акліматизація рослин. Видаються перші друковані списки насіння. З 1944 р. його очолює професор Г. Х. Молотковський, з 1950 — доцент М. В. Орєхов, а пізніше — професор І. В. Артемчук, доценти З. К. Костевич, В. В. Данищук, М. Г. Мурзенко, з 1972 р. по 1985 р. — д.б.н., проф. Б. К. Термена, з 1986 р. по 1996 р. — к.б.н., ст.н.с. В. О. Гаврилюк, з 1996 р. по 2003 р. — ст.н.с. Л. Г. Галицька, з 2003 р. по 2011 — ст.н.с. М. І. Виклюк, з 2011 р. по 2014 — м.н.с. І. І. Морозова, з 2014 р. — к.б.н., ст.н.с. Т. О. Деревенко. Під їх керівництвом відбудовано оранжереї та експозиції, налагоджені зв'язки більш ніж із 180 країнами, видані перші друковані списки насіння, споруджено експозиційну оранжерею, прокладено доріжки з твердим покриттям.
В 1969 р. Ботанічний сад набув статусу наукової установи. В 1983 р. його включено до природно-заповідного фонду України, а в 1992 р. надано статус заповідного об‘єкта загальнодержавного значення.
Ботанічний сад загальнодержавного значення сьогодні є одним з наукових підрозділів Чернівецького національного університету ім. Ю.Федьковича. До 2003 року існувало два відділи: інтродукції і флори, після 2003 було створено чотири — дендрології, трав‘янистих рослин, тропічних і субтропічних рослин, паркознавства. В Саду також функціонують насіннєва лабораторія, наукова бібліотека і гербарій. Наукові дослідження та утримання колекцій здійснювали 12 наукових співробітників (в тому числі 3 кандидати біологічних наук) — після виведення зі штату посад наукових співробітників у 2011 році, кураторами колекцій є 4 провідні фахівці і 6 фахівців різних категорій.
На порівняно невеликих площах (загальна площа 8,2 га, з них захищений ґрунт — 1125 м2, парникове господарство — 360 м2) зосереджено живі колекції, що налічують понад 3,3 тис. таксонів. Дендрарій, сформований відповідно до принципу родових комплексів, за кількістю (близько 1200 таксонів), віком і науковою цінністю представлених екзотів є одним з провідних серед університетських ботанічних садів України — з 2002 року згідно розпорядження Кабінету Міністрів України внесений до переліку об‘єктів, що становлять національне надбання. Особливу цінність мають екзоти, що збереглись з часів заснування Саду — їх майже 10 %. Проте в колекціях дендрарію є велетні, вік яких наближається до 200 років, бо вони були посаджені в 40-х роках 19 століття під час закладання Народного саду (нині ЦПКІВ імені Тараса Шевченка), з яким межує Ботанічний сад.
Колекцію трав‘янистих багаторічників (близько 900 таксонів) складають квітково-декоративні, зокрема цибулинні, ґрунтопокривні та орнаментальні рослини: лілійні-130 видів і 180 сортів, півники-80 сортів, півонії, лілійники, жоржини, хости, хризантеми, астильби тощо. Також в колекціях Саду зберігається близько 100 таксонів рідкісних і зникаючих трав‘янистих видів флори України. Широко представлене флористичне різноманіття земної кулі у ботаніко-географічних та систематичних експозиціях фондової оранжереї на площі 858 м². Тут експонується понад 900 таксонів рослин, серед них — найархаїчніші з наземних видів — 27 видів папопотеподібних; 13 видів голонасінних, зокрема унікальні екземпляри саговника відігнутого і арарукарії кунінгамієвидної, що зберігаються в колекціях з 1902—1906 років, ровесницею саду є араукарія висока. Колекційні фонди є базою для навчального процесу і наукових досліджень, результати яких узагальнені в 8 кандидатських та 1 докторській дисертаціях з фізіології рослин, а також в 19 кандидатських та 1 докторській дисертаціях з ботаніки.
Десятки тисяч краян і гостей Буковини щороку відвідують Ботанічний сад з екскурсіями. Тисячі рослин, вирощених у розсадниках Саду, впроваджуються в зелене будівництво не тільки Буковини, а й інших областей України.